# Tarsius
Tarsius là một chi động vật có vú trong họ Tarsiidae, bộ Linh trưởng. Chi này được Storr miêu tả năm 1780. Loài điển hình của chi này là Tarsius tarsier.

## Hình ảnh

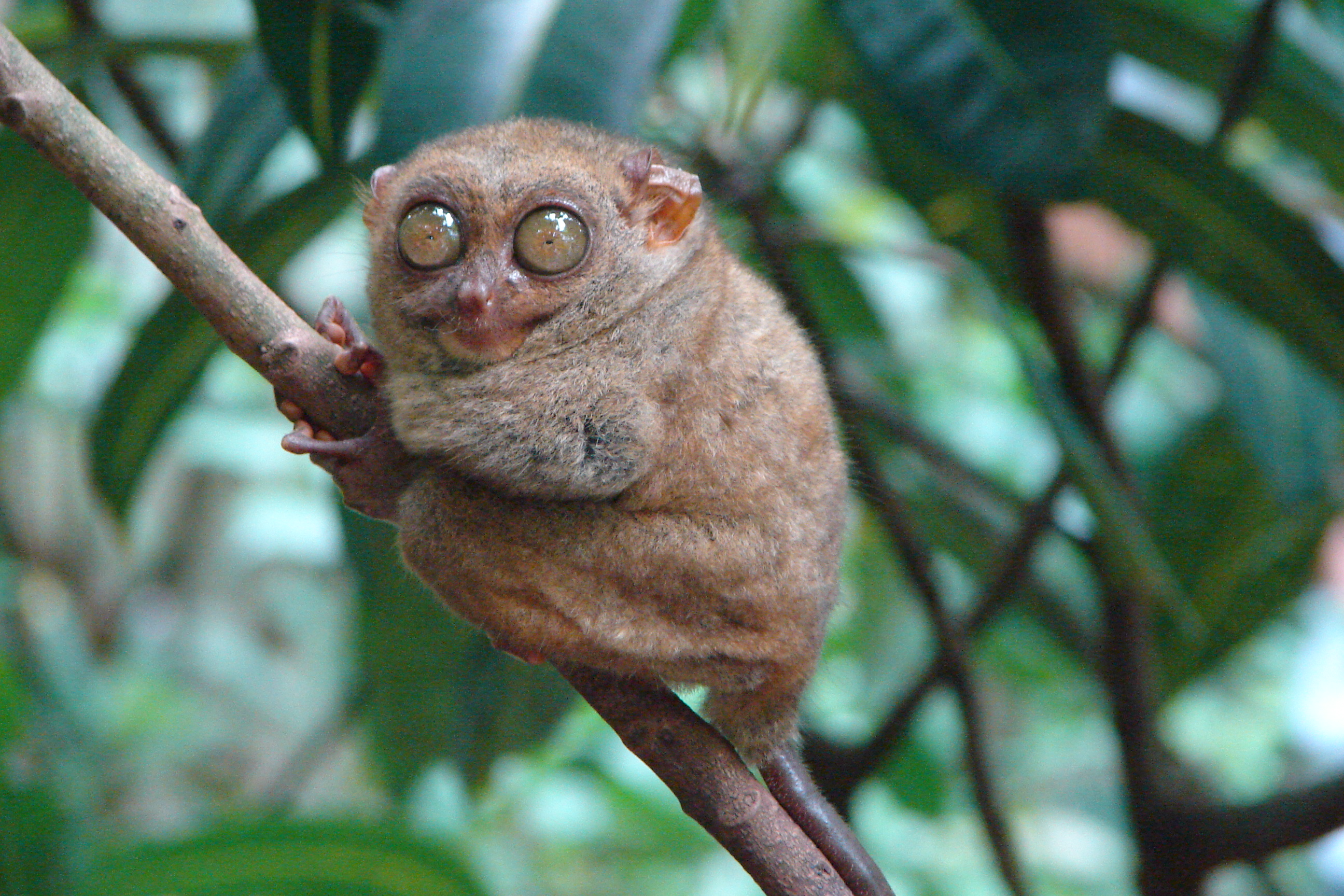
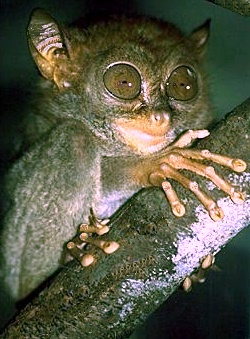

## Các loài
Chi này gồm các loài: